# Krugberg (Michendorf)
Der Krugberg ist eine 74 m ü. NHN hohe Erhebung auf der Gemarkung von Fresdorf, einem Ortsteil der Gemeinde Michendorf im Landkreis Potsdam-Mittelmark in Brandenburg. Sie liegt rund 500 m nordwestlich des Gemeindezentrums in einem Waldgebiet.